# Nikifor Grigoriev
Pour les articles homonymes, voir Grigoriev.

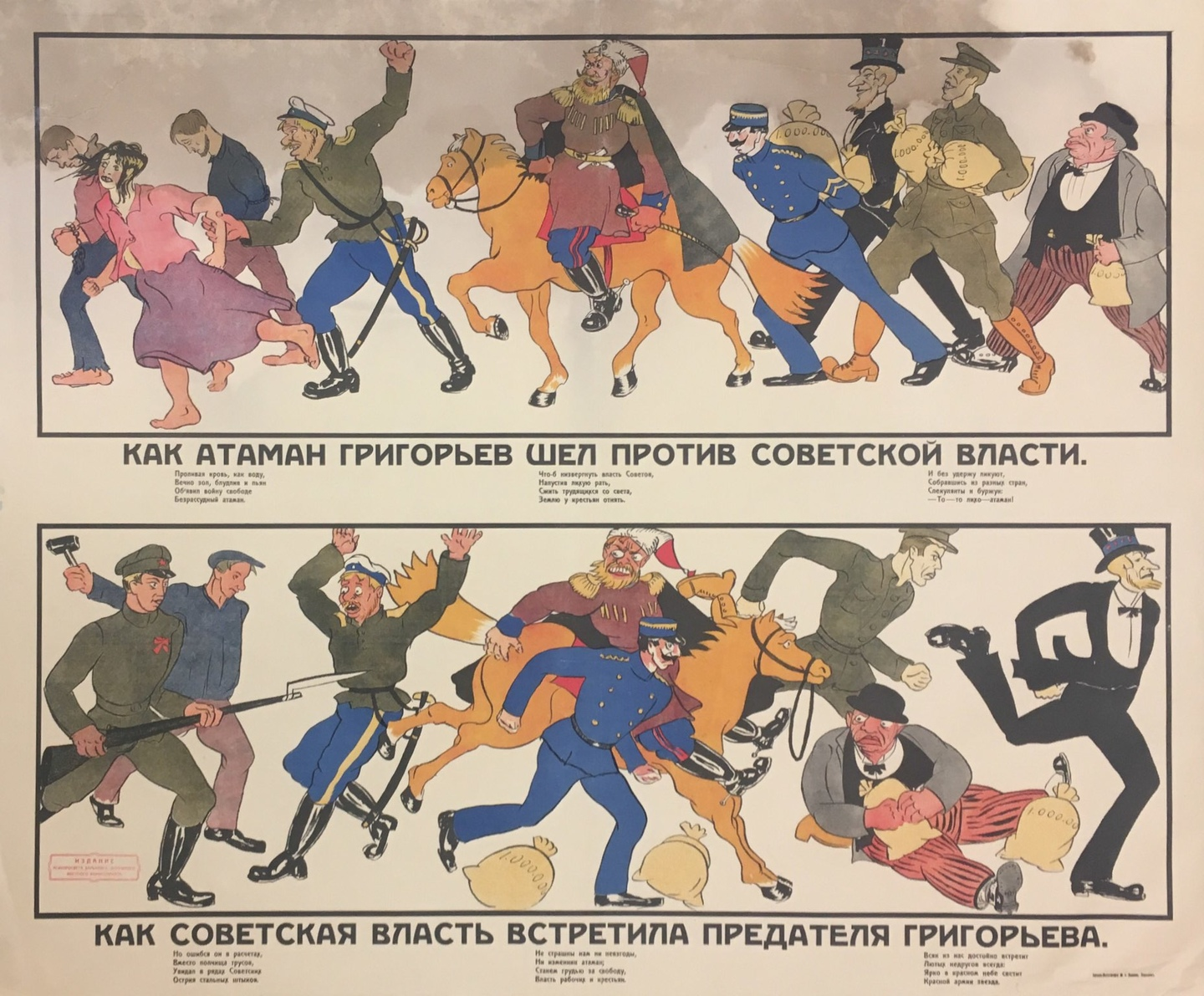
Grigoriev vu par la propagande bolchévique.

Nikifor Alexandrovitch Grigoriev(en ukrainien : Никифор Олександрович Григор'єв, en russe : Никифор Александрович Григорьев 1884-1919)  fut un officier de l’armée impériale russe devenu colonel de l’armée de la République populaire ukrainienne puis commandant de division de l’armée rouge d'Ukraine contre laquelle il finit par se révolter en 1919. Antisémite, Grigoriev est responsable de nombreux pogroms dans le sud de l’Ukraine.

## Origines
Né Matviy Olexandrovitch Servetnik (Ничипір Олександрович Серветник en ukrainien) en 1884 il porte par la suite le nom de Nitchipir Grigoriev, dérivé du village de Grigorievo où il a grandi. Il s’engage comme volontaire pendant la guerre russo-japonaise puis sert dans la gendarmerie du gouvernement de Podolie.
En 1914 il se porte de nouveau volontaire et est enrôlé dans le 56e régiment d’infanterie. Il monte en grade et atteint finalement le rang de capitaine en second en 1917. Il est alors membre du parti socialiste révolutionnaire.

## Révolution et guerre civile
Après la révolution il soutient la rada centrale de la république populaire ukrainienne et rejoint son armée au rang de lieutenant-colonel.
Après le renversement de la république populaire par les forces d’occupation allemandes, Grigoriev se range sous les ordres de Skoropadsky et est promu colonel.
Durant l’été 1918 Grigoriev s’oppose au hetman et quitte l’armée en compagnie de 200 hommes qui entament une guérilla contre les troupes austro-allemandes et celle de Skoropadsky dans la région de Elisavetgrad. En octobre il commande 1 500 hommes et participe, en novembre, à une campagne contre Skoropadsky orchestrée par Petlioura. En décembre il parvient à prendre le contrôle de Nikolaïev, Kherson, Otchakov et Alechki mais doit se retirer face à l’intervention alliée.
Avec ses 6 000 hommes il forme une division de l’armée du directoire d'Ukraine et prend le titre d’« ataman insurgé de l’armée de Kherson, Zaporojie et Tauride » (bien qu’il n’exerçât alors aucun contrôle sur les deux dernières régions citées).
En désaccord avec le directoire Grigoriev annonce fin janvier 1919 son ralliement aux bolcheviks. Il intègre alors la 1re division soviétique d’Ukraine de Transdnieprie, commandée par Pavel Dybenko, dont il forme la 1re brigade (par la suite 6e).

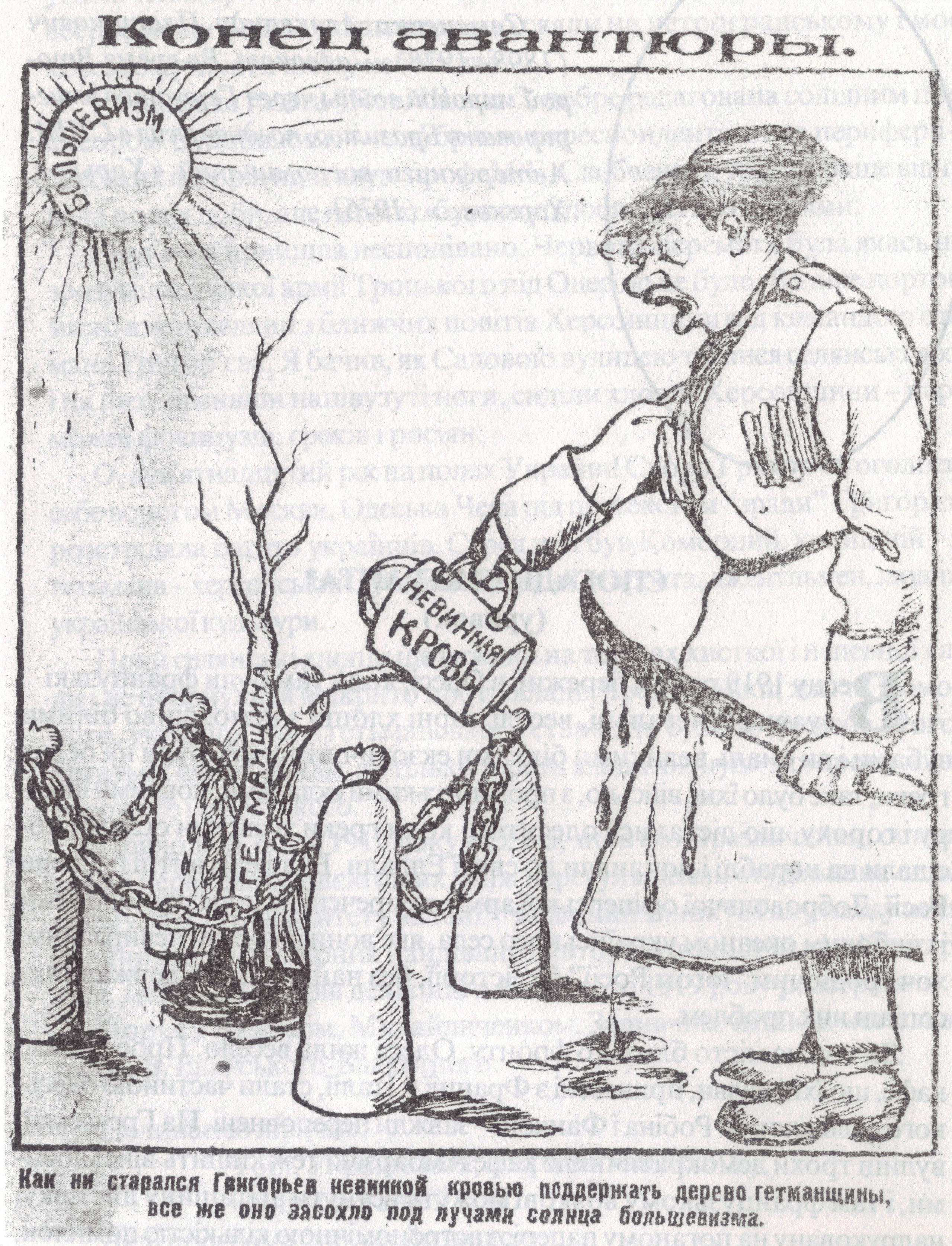
Caricature soviétique

En mars 1919 la brigade de Grigoriev s’empare de nouveau de Kherson, Nikolaïev et, le 8 avril, d’Odessa, après l'abandon de ces villes par les troupes françaises. Il est alors nommé commandant militaire de la ville (livrée aux pillages) et proposé à l’ordre du Drapeau rouge. Le 25 avril Grigoriev est nommé commandant de la 6e division de fusiliers ukrainienne.
Cependant Grigoriev et ses hommes, influencés par les socialistes révolutionnaires, sont perçus comme peu sûrs et indisciplinés par le commandement de l’Armée rouge. Certains, comme le secrétaire du comité central du parti communiste d’Ukraine Piatakov, demandent même sa « liquidation ».
Le 2 mai 1919, les troupes de Grigoriev se livrent à un pogrom à la gare de Znamianka, tuant environ 50 Juifs. Quelques jours plus tard ce sont des activistes bolchéviques qui sont les victimes d’un nouveau pogrom. Une tentative d’arrêter Grigoriev, le 7 mai, se termine par l’exécution des tchékistes venus l’interpeller. Grigoriev rompt avec l’Armée rouge.
Il capture Ekaterinoslav le 12 mai, ses troupes s'y livrent à de nouvelles exactions laissant 250 morts (150 Russes et 100 Juifs). Une partie des troupes rouges rallie le camp de Grigoriev. Dans les villes sous son contrôle on assiste à d’importants pogroms anti-russes et antisémites, notamment à Elisavetgrad, où le nombre des victimes est estimé alors à plus de 2000.

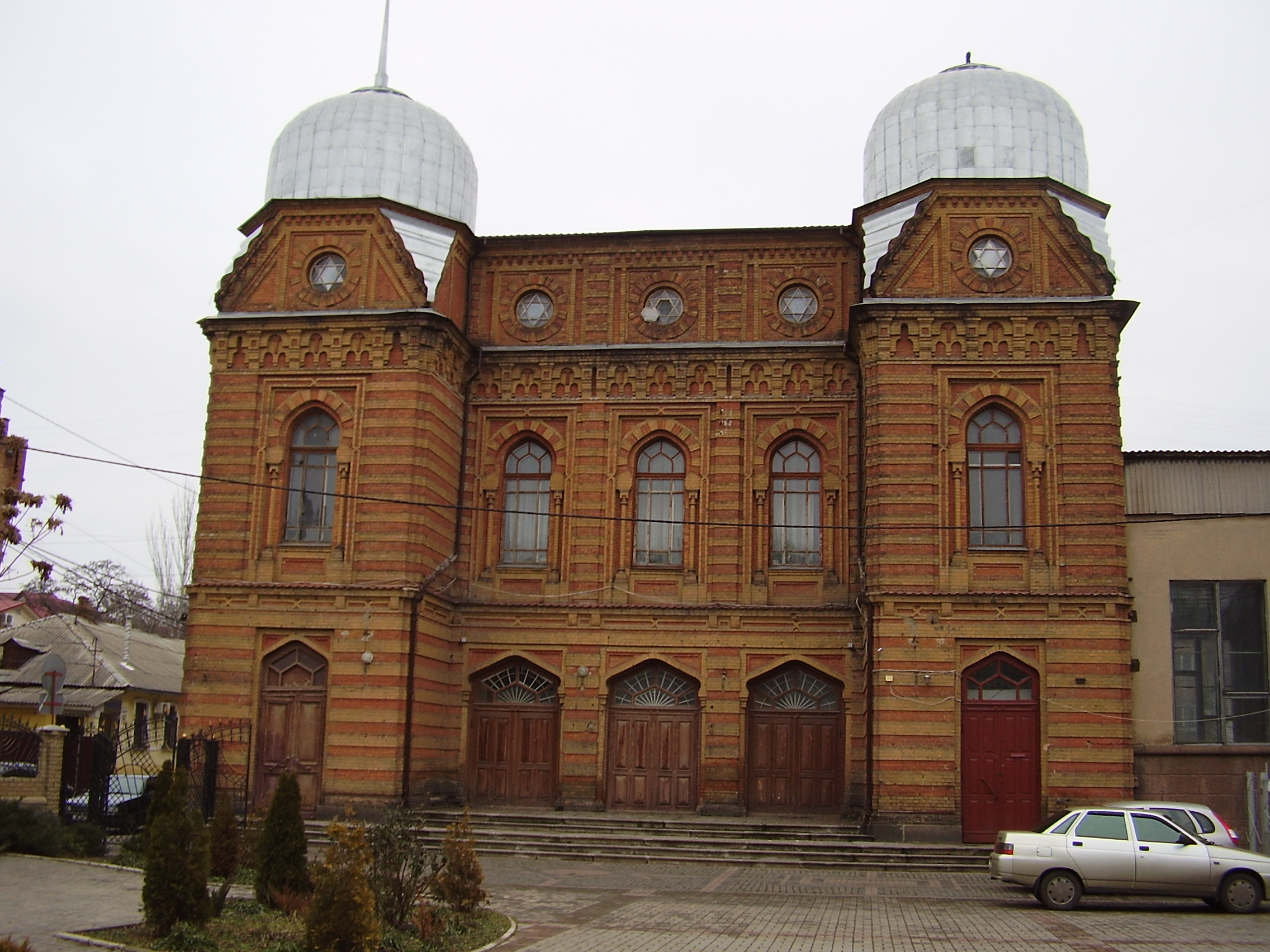
La Grande Synagogue Chorale de Elisavetgrad (maintenant Kropyvnytskyi), pillée pendant le soulèvement

Les bolcheviks envoient 30 000 soldats pour mater la rébellion de Grigoriev. En juin il ne reste à celui-ci que 3 000 hommes (sur 23 000 hommes à son apogée au mois de mai).
Il tente de se mêler à de la paysannerie "verte" indépendante, mais il est rejeté à cause de ses troupes vues comme mercenaires.
Grigoriev se rapproche alors de Makhno, mais les différences idéologiques qui les opposent ne peuvent être surmontées. Après la découverte de débuts de pourparlers entre Grigoriev et Dénikine, Grigoriev est abattu par l’aide de camp de Makhno.
Makhno rallie néanmoins immédiatement les hommes de Grigoriev à sa cause, mais les exclura plus tard à cause de leur refus de renoncer au pillage.